# 连苯三甲酸
连苯三甲酸（Hemimellitic acid）是苯三甲酸的三种异构体之一，其英语名称的“hemi”表示一半，即相比于全取代的苯六甲酸，连苯三甲酸只有一半被取代。
连苯三甲酸和金属盐反应，可以生成连苯三甲酸盐或其配合物。